# Mobilität in Städten – SrV
Mobilität in Städten – SrV (bis 1998: System repräsentativer Verkehrsbefragungen) ist eine Verkehrserhebung im Stadtverkehr, die das Mobilitätsverhalten der Bevölkerung in deutschen Städten untersucht.

## Beschreibung
Das SrV wird seit 1972 regelmäßig im Abstand von fünf Jahren vom Lehrstuhl für Mobilitätssystemplanung der TU Dresden organisiert. Neben der seit 1976 durchgeführten Studie „Mobilität in Deutschland“ ist es die am längsten kontinuierlich durchgeführte verkehrswissenschaftliche Untersuchung in Deutschland.
Die Erhebungsphase erstreckt sich über etwa ein Jahr. Im Jahr 2023 wurden in 135 Untersuchungsräumen mit knapp 500 Städten und Gemeinden rund 280.000 Personen befragt. Die Teilnahme am SrV ist für Städte freiwillig und kostenpflichtig. 2018 nahmen 134 Städte und Gemeinden teil, von denen einige in neun Großräumen gemeinsam betrachtet wurden.
Die Daten werden unter anderem von Kommunen, Verkehrsunternehmen, Verkehrsverbünden und Verkehrsministerien genutzt. Der sogenannte SrV-Städtepegel erlaubt Zeitreihenanalysen des Verkehrsverhaltens in ostdeutschen Städten. Weitere Stadtgruppen liefern Informationen zum typischen Mobilitätsverhalten nach Kriterien wie Zentralität, Einwohnerzahl und Topografie. Aufgrund wechselnder Teilnehmer sind diese Gruppen jedoch nur eingeschränkt für Zeitvergleiche geeignet. Im Jahr 2023 nahmen 25 Untersuchungsräume erstmals teil.
Im Gegensatz zur deutschlandweiten Studie „Mobilität in Deutschland“ des Bundesverkehrsministeriums konzentriert sich das SrV ausschließlich auf städtische Räume.

## Ablauf der Untersuchung
Interessierte Städte beauftragen den Lehrstuhl für Mobilitätssystemplanung mit der Durchführung der Erhebung. Dieser wiederum beauftragt ein Erhebungsinstitut, das die Befragung der Bevölkerung übernimmt. Für eine repräsentative Stichprobe werden zufällig ausgewählte Haushaltsadressen aus dem Melderegister verwendet. Die angeschriebenen Haushalte werden gebeten, an der Befragung teilzunehmen – wahlweise telefonisch oder online. Alle Haushaltsmitglieder, einschließlich Kinder, sollen teilnehmen, um ein vollständiges Bild der Mobilität zu erhalten.
Die erhobenen Daten werden wissenschaftlich aufbereitet und den Auftraggebern zur Verfügung gestellt.
Als Stichtage gelten mittlere Werktage (Dienstag bis Donnerstag) außerhalb von Schulferien und Feiertagen. Erfasst wird hauptsächlich der Quell-, Ziel- und Binnenverkehr von Stadtbewohnern. Verkehre, die die Stadt lediglich tangieren, müssen durch ergänzende Untersuchungen erfasst werden.
Die Wege werden nach Entfernung, Dauer, Zweck und Verkehrsart kategorisiert.

## Verwendung der Daten
Die Ergebnisse des SrV dienen der Verkehrsplanung, Forschung und politischen Entscheidungsfindung. Sie ermöglichen eine fundierte Analyse von Mobilitätstrends und unterstützen Kommunen bei der Entwicklung nachhaltiger Verkehrskonzepte.